# Rhabdoblatta vittata
Rhabdoblatta vittata är en kackerlacksart som beskrevs av Bei-Bienko 1969. Rhabdoblatta vittata ingår i släktet Rhabdoblatta och familjen jättekackerlackor. Inga underarter finns listade i Catalogue of Life.